# Волшебная пещера Левона
Волшебная пещера Левона, или Волшебное подземелье Левона — подземный музей в селе Ариндж Котайской области Армении, архитектурный памятник ар-брюта (наивной архитектуры). Строился с 1985 по 2008 год жителем Аринджа Левоном Аракеляном. Один из самых посещаемых музеев Армении.

## История строительства
В 1985 году житель Аринджа, водитель «Скорой помощи» Левон Аракелян по просьбе своей супруги Тоси начал копать погреб под собственным домом. Он очень увлёкся этим занятием, и в скором времени оно стало его основным времяпрепровождением, а погреб превратился в пещеру-лабиринт со сложной планировкой, украшенную резьбой и скульптурным композициями. Аракелян не использовал никаких чертежей и расчётов и утверждал, что на строительство его вдохновило нечто свыше, и оно же подсказывает ему, что и как строить. Также у него не было строительного образования, тем не менее он провёл в системе рабочую систему вентиляции, а приезжавшие специалисты поражались точности конструкции.

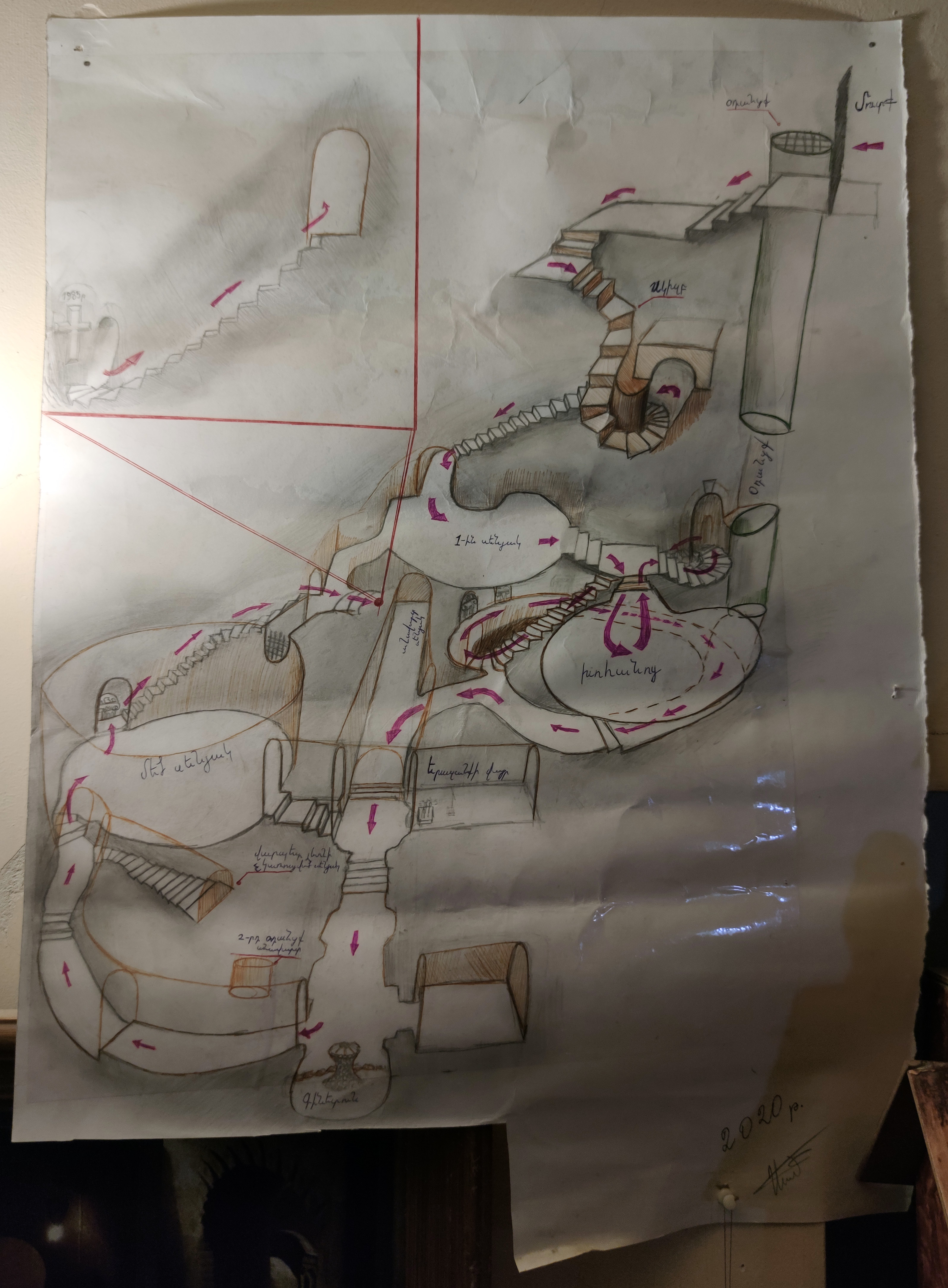
Карта подземелья

В ходе строительства пещеры он пробился через слой базальта, а затем через более мягкий туф. Он практически не использовал механизации, проходя породу сугубо ручными инструментами. Аракелян строил пещеру на протяжении 23 лет, сперва в свободное от работы время, а затем на постоянной основе, примерно по 18 часов в сутки. В день он проходил в среднем 7-10 сантиметров породы.

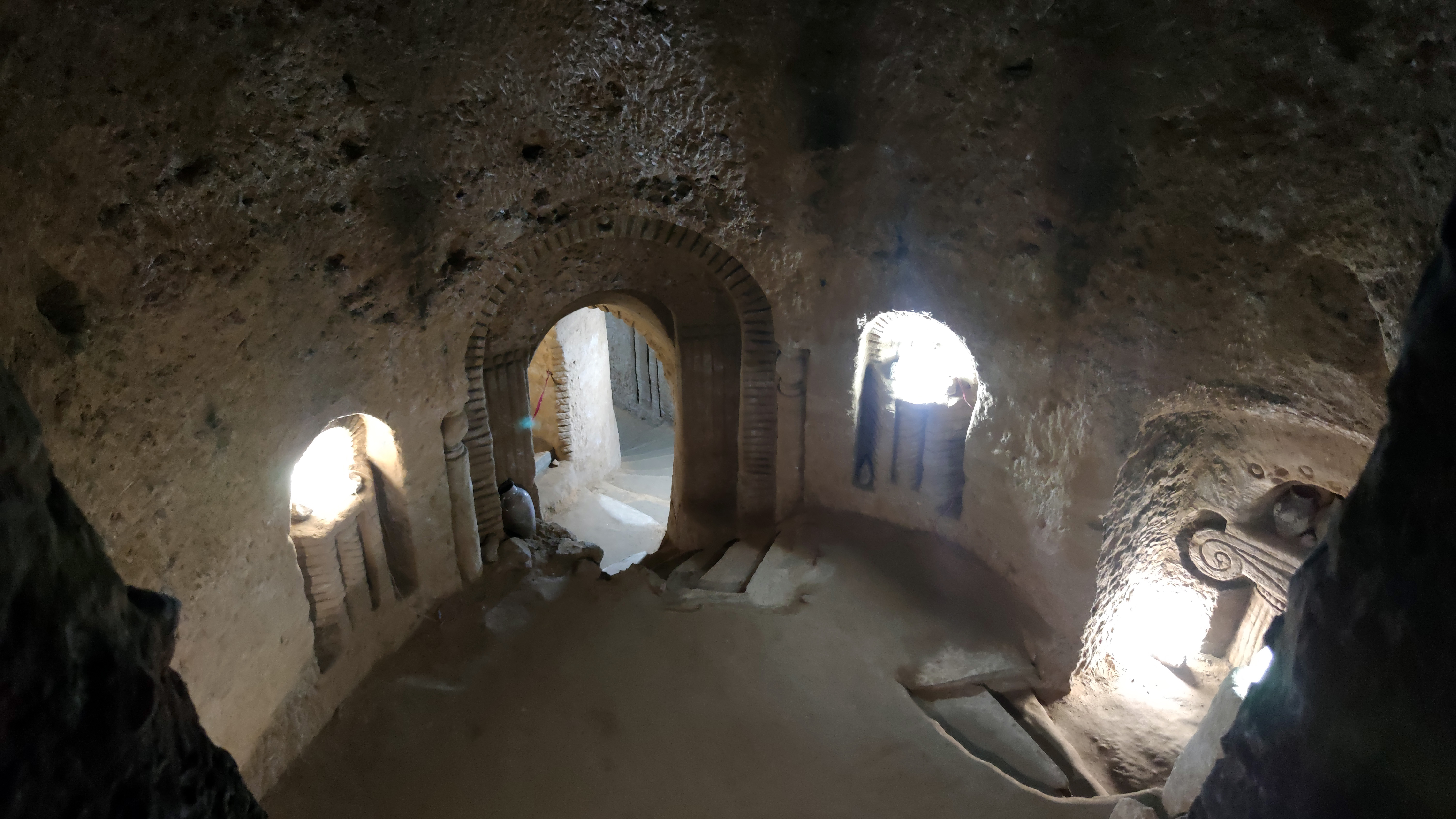
Центральный зал пещеры

## Конструктивные особенности
Общая площадь пещеры составляет около 280 м², а максимальная глубина — 21 метр. В пещере семь законченных комнат, соединённых переходами и лестницами. Круглый год в пещере сохраняется одинаковая температура, около 10 градусов Цельсия. Освещение организовано с помощью электрических светильников, подведённых Левоном Аракеляном.
На первом этаже дома Аракелянов размещён музей Левона Аракеляна, где представлены инструменты, которые он использовал для строительства, его одежда и личные вещи, а также многочисленные статьи о пещере в прессе и подарки посетителей.
Сад дома оформлен Аракеляном в стиле ар-брют с использованием камней и минералов, добытых в ходе строительства пещеры. Аракелян предполагал, что он будет похоронен в этом саду, но этого не произошло.

## Культурное влияние
В пещере сняты некоторые эпизоды фильма «Жрица» (2007) режиссёра Вигена Чалдраняна.

## Аналоги

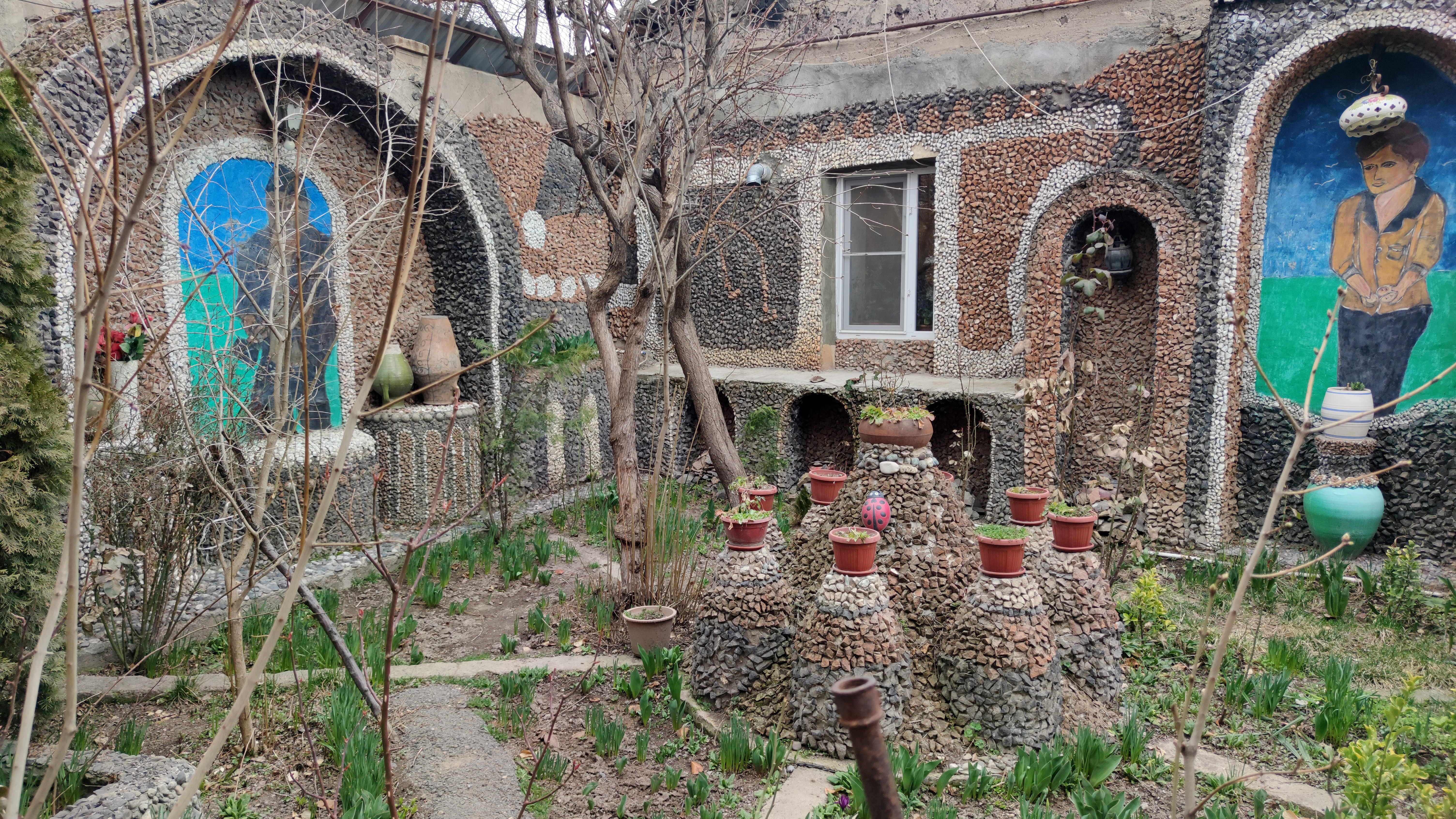
Общий вид сада Аракеляна

В мире имеется ряд схожих по подходу и общему стилю строений в духе архитектурного ар-брюта, созданных людьми в одиночку и без чертежей, часто в результате (как утверждали строители) божественных видений. Наиболее известные образцы архитектурного ар-брюта:
- «Идеальный дворец» почтальона Шеваля (Дром, Франция)
- Башни Уоттса (Лос-Анджелес, США)
- Скальные храмы Абы Дефара (Эфиопия)[10]
- «Сад для нас двоих» (Le jardin de nous deux) Шарля Билли (Франция)[11]
- «Вилла Пикасьетт» (Maison Picassiette) Раймона Исидора (Шартр, Франция)[12]

## Галерея

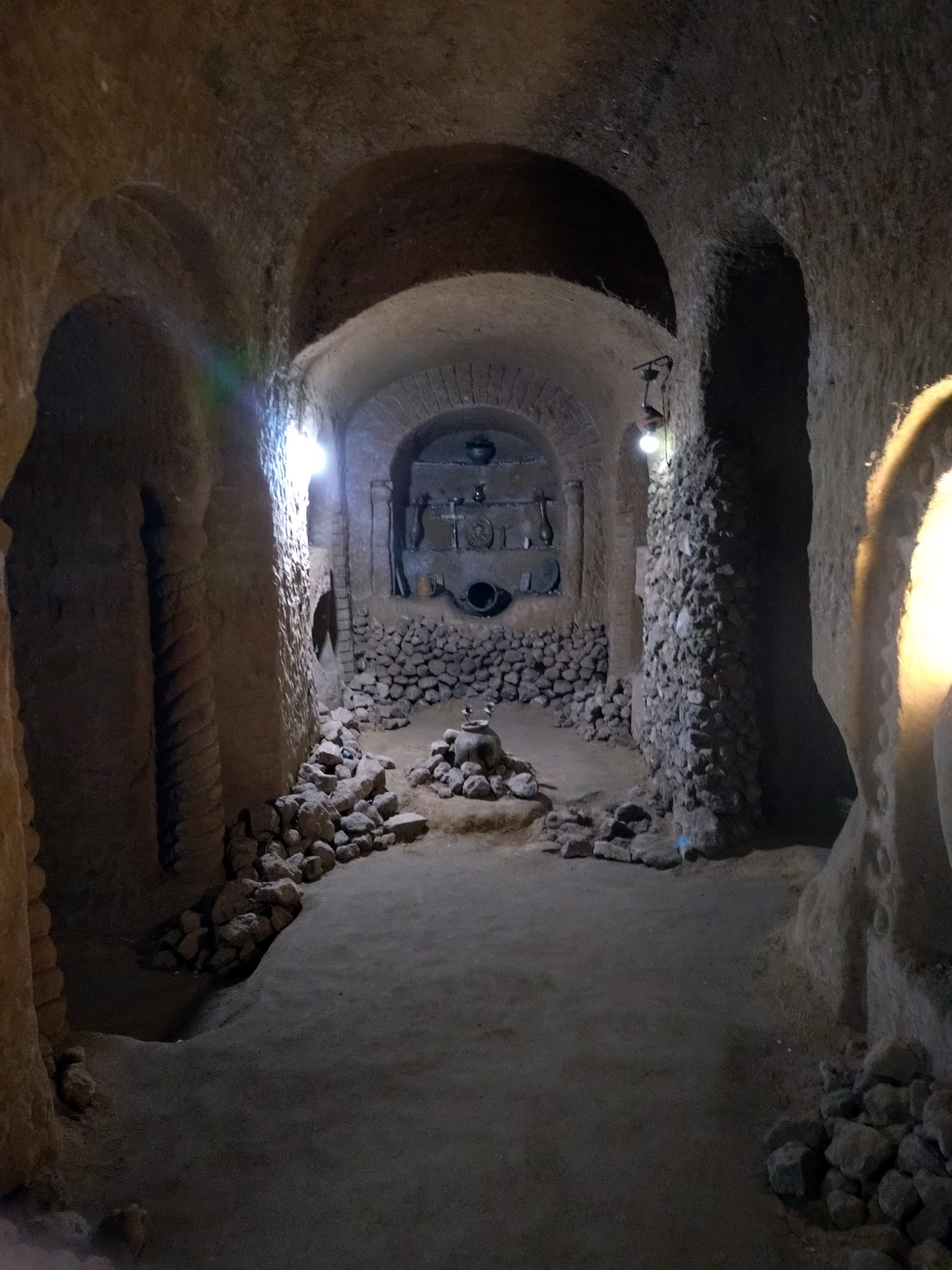
Коридор подземелья, ведущий к часовне
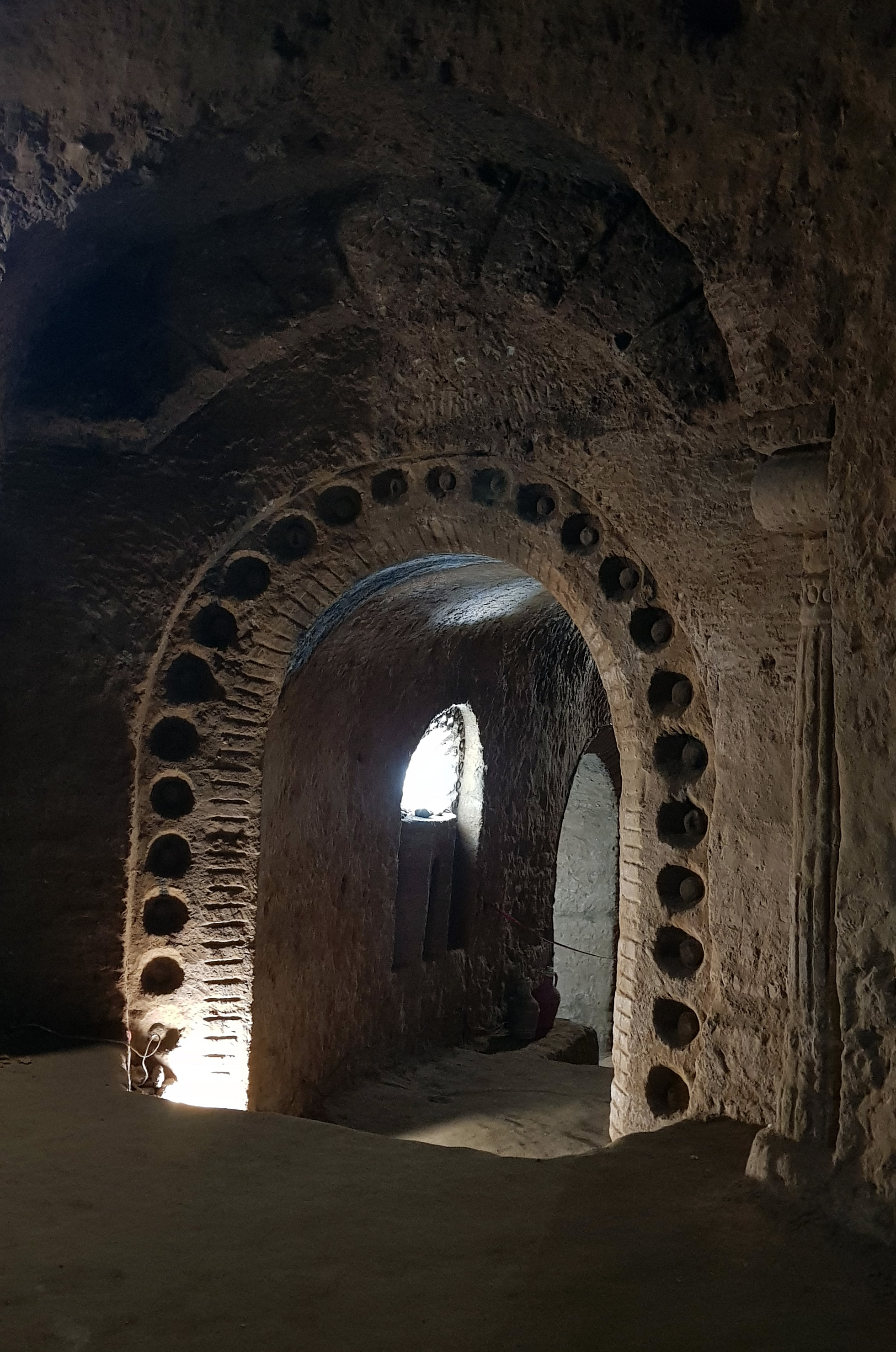
Один из выходов из центрального зала подземелья
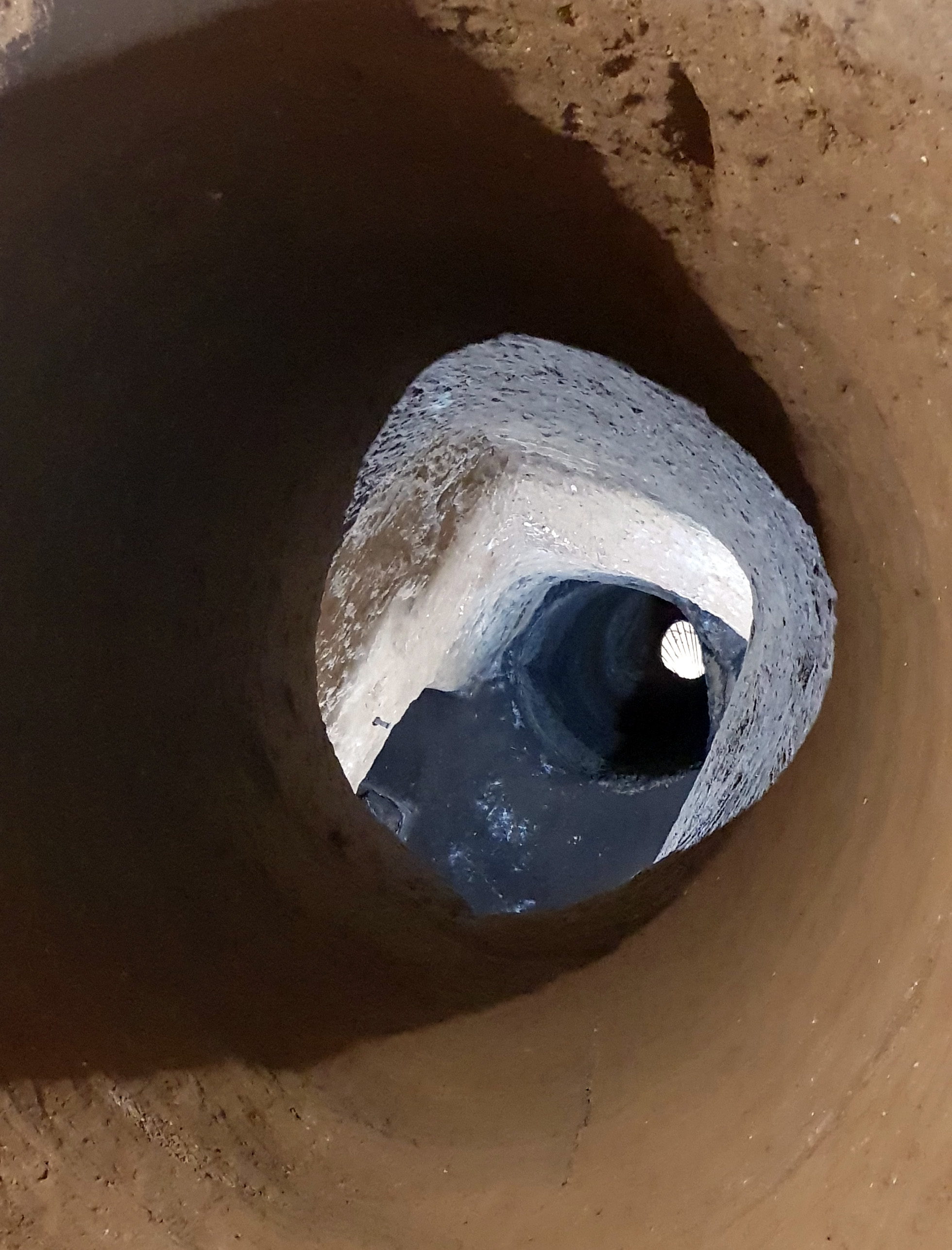
Вентиляционная шахта, через которую в подземелье поступает воздух
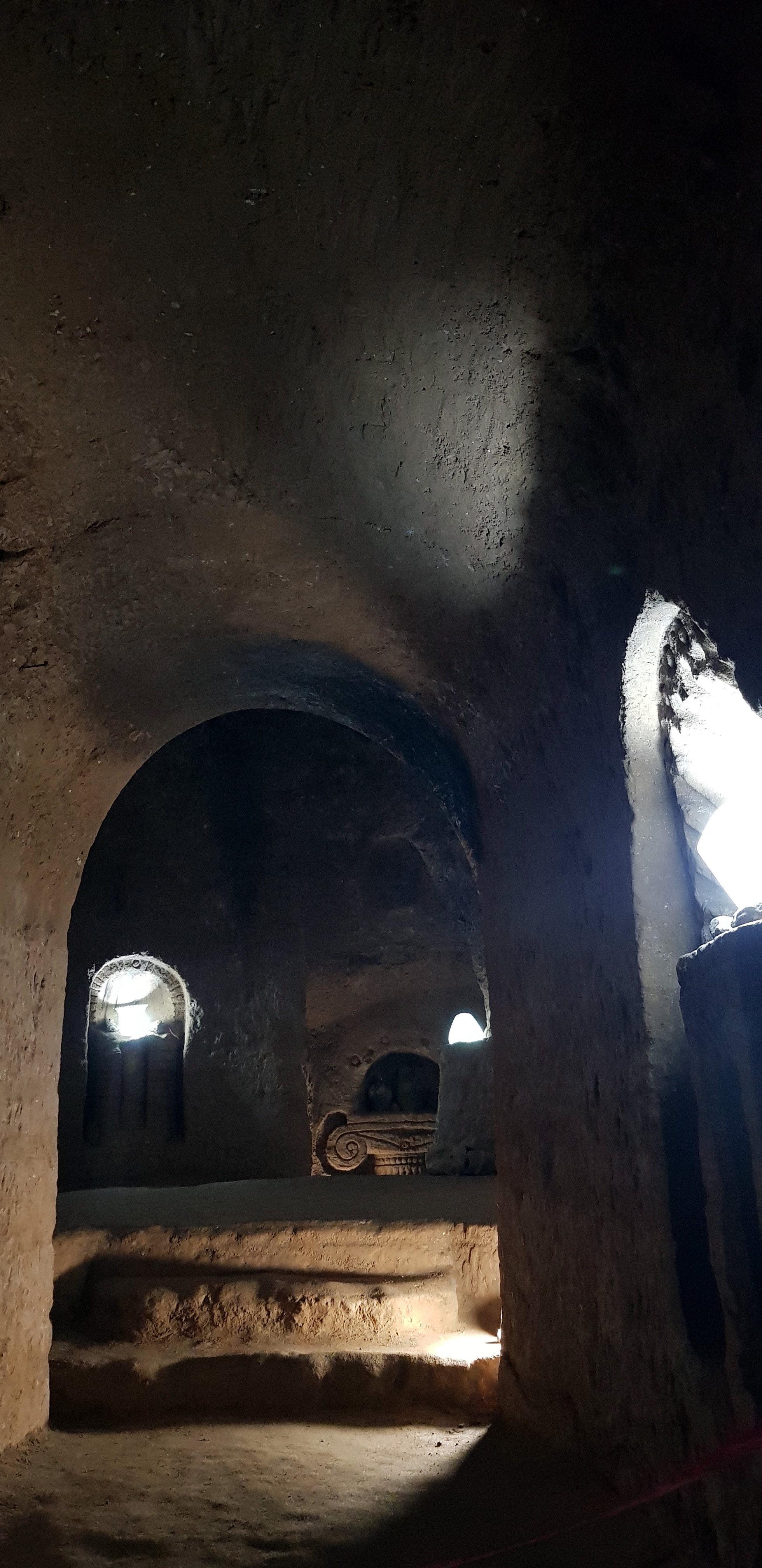
Коридоры подземелья
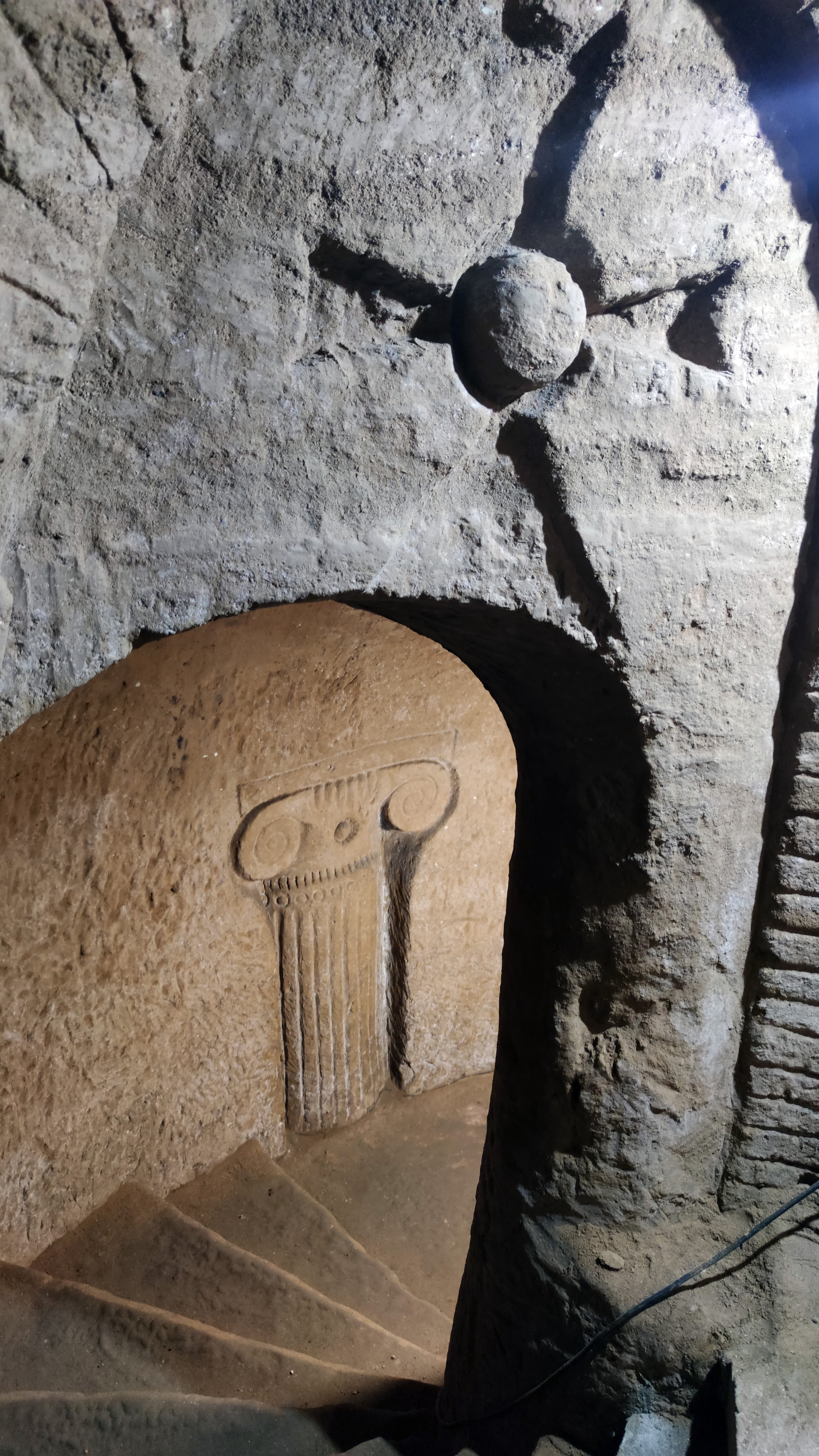
Лестница
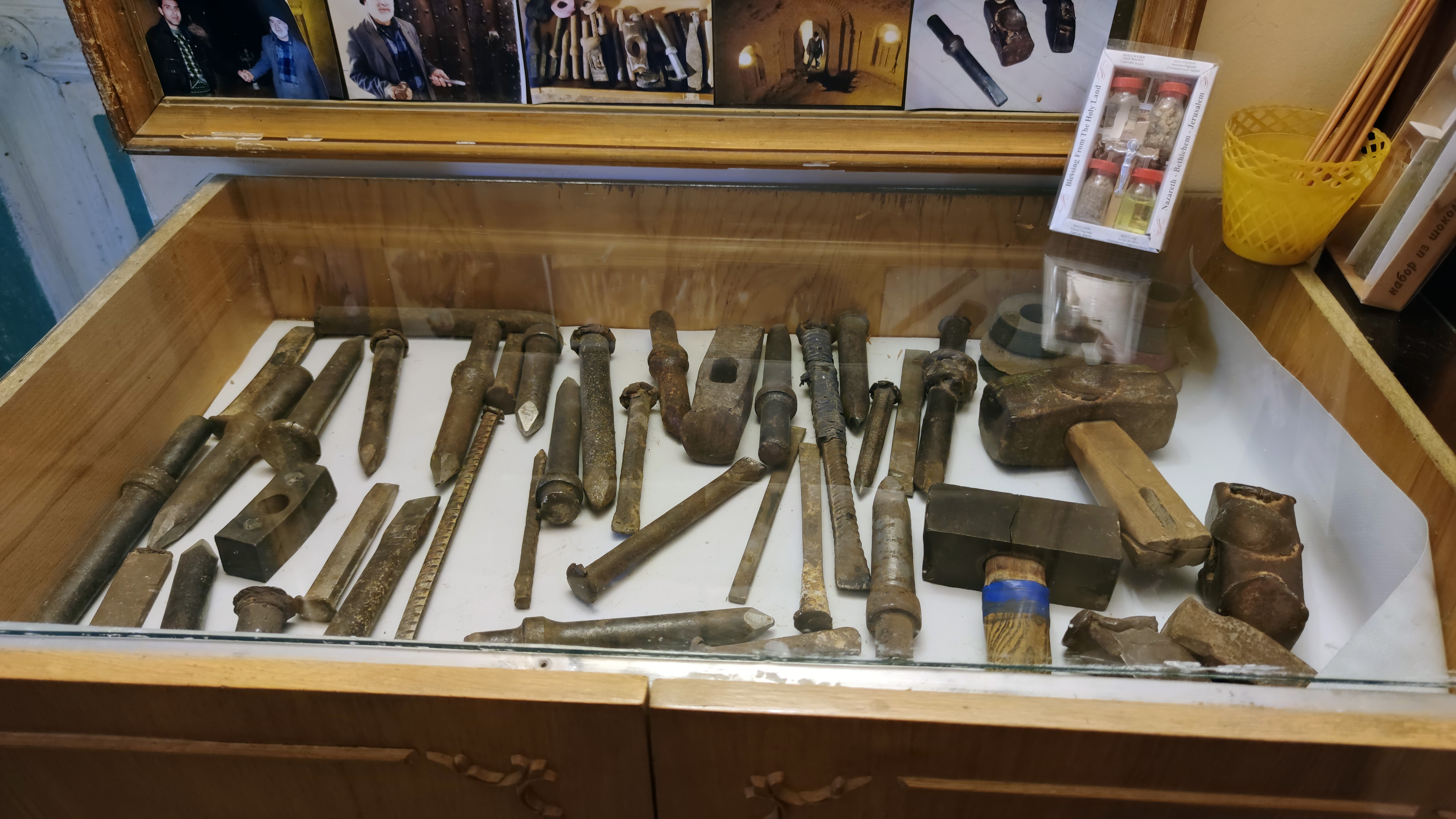
Инструменты, которые использовал Левон Аракелян для строительства